# Muntanyes de Harghita

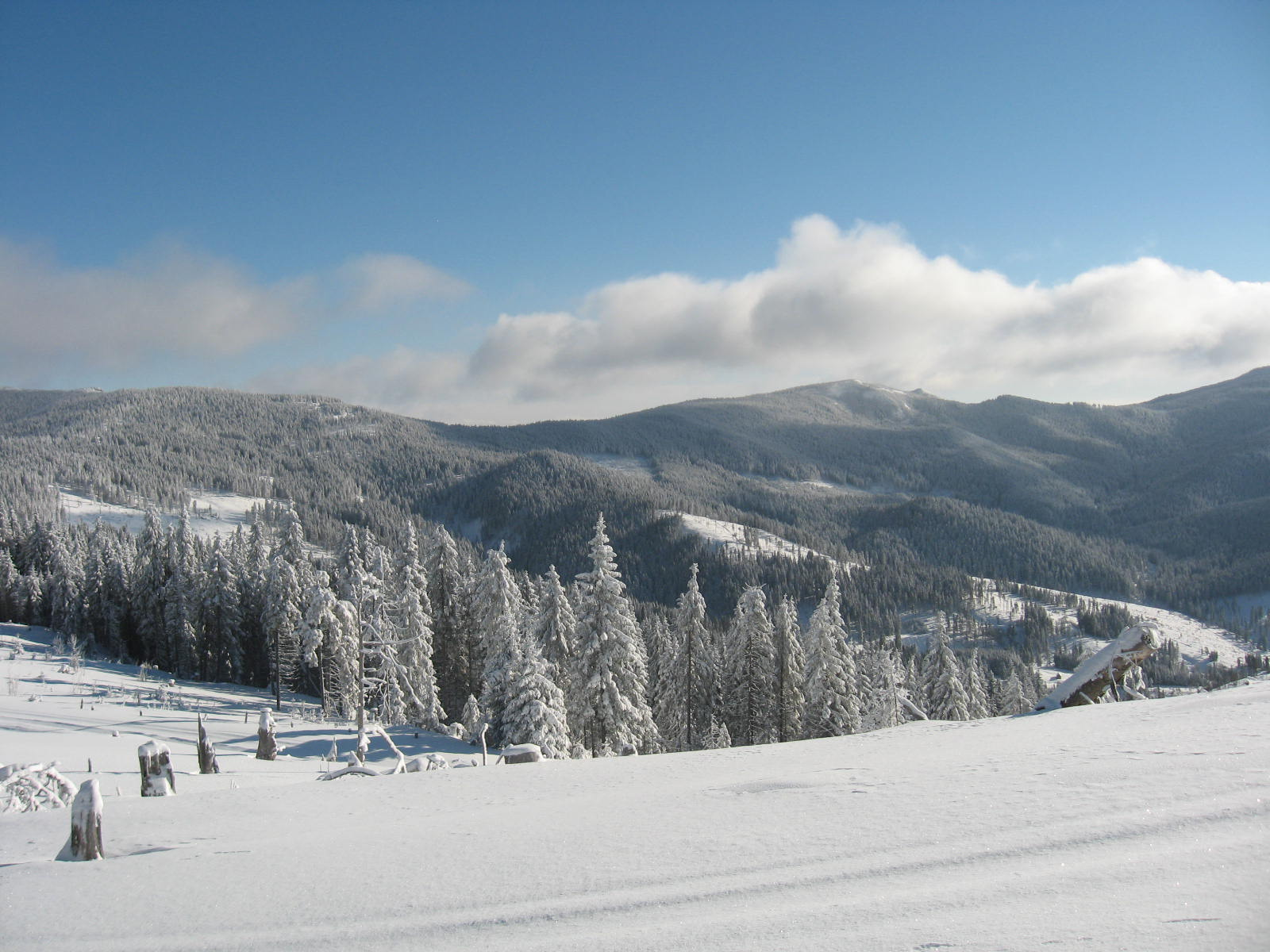
Muntanyes de Harghita

Les muntanyes de Harghita (en hongarès Hargita, en romanès Munții Harghita) són una serralada volcànica de les muntanyes Căliman-Harghita al comtat de Harghita de Romania, part dels Carpats orientals interiors.
La serralada té uns 80 quilòmetres de llarg i 20 d'amplada, i és la "massa d'andesita més gran" i el "cos volcànic més gran de tot Europa".
El seu cim més alt és l'Hargita (Madarasi Hargita, 1801 metres).